# Geert Vanden Bossche
Geert Vanden Bossche is een Belgische dierenarts, viroloog, specialist op het gebied van mRNA-vaccinatie en zelfstandig onderzoeker en adviseur op het gebied van vaccins.

## Opleiding
Vanden Bossche studeerde achtereenvolgens aan de Universiteit van Namen en Gent, waar hij in 1983 zijn doctoraalexamen diergeneeskunde (DVM) haalde (cum laude). In 1986 promoveerde hij (PhD) in de virologie aan de Universiteit van Hohenheim (Duitsland). Zijn proefschrift gaat over veranderingen in oppervlakte-eigenschappen van virale deeltjes en hun infectieus gedrag.

## Carrière
Na een carrière in de academische wereld in België en Duitsland werkte Vanden Bossche bij verscheidene bedrijven aan de ontwikkeling van vaccins (GSK Biologicals, Novartis Vaccines, Solvay Biologicals). Daarna werkte hij als Senior Program Officer voor de Bill & Melinda Gates Foundation en als Senior Ebola Program Manager voor de Global Alliance for Vaccines and Immunization (GAVI). Daar werkte hij onder meer aan plannen voor de bestrijding van een mogelijke ebola-pandemie. Hij was daarbij kritisch over de veiligheid van een ebolavaccin. Daarna werd hij hoofd van het Vaccine Development Office van het Duitse Centrum voor Infectieonderzoek. De artikels die hij over vaccins schreef, verschenen enkel in rooftijdschriften (tijdschriften waarin je tegen betaling studies kunt publiceren zonder dat die door wetenschappelijke collega's zijn gecontroleerd).

## Kritiek op coronavaccins
Vanden Bossche is bij het publiek bekend vanwege zijn kritiek op het coronabeleid van overheden. Hierbij vertegenwoordigt hij standpunten die slechts door een heel kleine minderheid van wetenschappelijke deskundigen wordt gedeeld en door de politiek verantwoordelijken en in de media als ‘misinformatie’ worden bestempeld. Hij waarschuwt met name voor de risico's van het vaccineren van kinderen met mRNA-vaccins. Hij pleit daartegen, in de eerste plaats omdat deze vaccins volgens hem de natuurlijke immuniteit, die bescherming biedt tegen een veel breder spectrum van pathogenen dan het vaccin, kan verdringen. Dit standpunt is omstreden. Het probleem is volgens Vanden Bossche dat de specifieke antistoffen van het vaccin (dat gebaseerd is op de oorspronkelijke Wuhan-variant) steeds minder werkzaam zullen zijn. Omdat het coronavirus zal blijven rondwaren, zullen volgens hem de specifieke antistoffen steeds worden opgeroepen zodra het lichaam opnieuw met het virus wordt geconfronteerd. 
In de tweede plaats stelt hij dat deze vaccinaties op termijn wellicht auto-immuunziekten zouden kunnen veroorzaken. Hij benoemt dat als een mogelijk risico. Ten derde beweert hij erop dat de gezondheidsrisico's van COVID-19 voor gezonde kinderen, zoals ziekenhuisopname, verwaarloosbaar klein zijn en dat vaccinatie vanuit dat oogpunt voor die groep geen enkele zin heeft.
Zijn beweringen worden in twijfel getrokken door factcheckers.